# Mohammedia
Mohammedia (Arabisch: محمدية, Berbers: ⵍⵎⵓⵃⵎⵎⴰⴷⵉⵢⴰ) is een havenstad in het westen van Marokko, circa 25 km ten noordoosten van Casablanca. Mohammedia is de hoofdstad van de gelijknamige prefectuur (een soort provincie). De stad telde in 2014 zo’n 208.612 inwoners.
De stad werd oorspronkelijk Fedala genoemd. Tussen de 14e en 19e eeuw was de haven een belangrijk marktplaats voor handel tussen Europese handelaars en Marokkaanse kooplieden. In 1913, toen Marokko geannexeerd was door de Fransen, begon de bouw van moderne havenfaciliteiten in de stad. Tijdens de Tweede Wereldoorlog vonden er gevechten plaats in het kader van Operatie Toorts. Na de onafhankelijkheid van Marokko in 1956 vond hier de conferentie van Fedala plaats (8 - 29 oktober) die Tanger terugbracht aan Marokko. Fedala werd in 1959 ter ere van Koning Mohammed V hernoemd tot Mohammedia.
De stad is tegenwoordig een belangrijke toeristische trekpleister, maar heeft desalniettemin het oorspronkelijke handelskarakter behouden.

## Geboren in Mohammedia
- Ahmed Faras (1946-2025), voetballer